# Uriúpinsk
Uriúpinsk (del ruso: Урю́пинск) es una ciudad rusa ubicada en la óblast de Volgogrado. Dentro de la óblast, está constituida administrativamente como un ókrug urbano, y es sede administrativa del vecino raión homónimo, en cuyo centro-este se enclava sin formar parte del mismo.
En 2021, el ókrug urbano de Uriúpinsk, que únicamente incluye la propia ciudad, tenía una población de 36 669 habitantes.
Está situada a 292 km (340 km por carretera) al noroeste de Volgogrado, sobre la orilla izquierda del río Jopior, un afluente del Don.

## Historia
La localidad debió de ser fundada hacia 1400 o, más probablemente, en 1618, con el nombre de Uriupin. Era un puesto avanzado de los cosacos del Don (cosacos del Jopior), en la frontera meridional del principado de Riazán. A partir de 1857 era la sede de la feria de Prokovskaya, un centro de comercio al sudeste de la gran llanura de Europa oriental. En 1929 recibió estatus de ciudad y fue rebautizada Uriúpinsk. Entre 1954 y 1957 formó parte del efímero óblast de Balashov.

## Geografía

### Clima
| Parámetros climáticos promedio de Uriúpinsk | Parámetros climáticos promedio de Uriúpinsk | Parámetros climáticos promedio de Uriúpinsk | Parámetros climáticos promedio de Uriúpinsk | Parámetros climáticos promedio de Uriúpinsk | Parámetros climáticos promedio de Uriúpinsk | Parámetros climáticos promedio de Uriúpinsk | Parámetros climáticos promedio de Uriúpinsk | Parámetros climáticos promedio de Uriúpinsk | Parámetros climáticos promedio de Uriúpinsk | Parámetros climáticos promedio de Uriúpinsk | Parámetros climáticos promedio de Uriúpinsk | Parámetros climáticos promedio de Uriúpinsk | Parámetros climáticos promedio de Uriúpinsk |
| Mes                                         | Ene.                                        | Feb.                                        | Mar.                                        | Abr.                                        | May.                                        | Jun.                                        | Jul.                                        | Ago.                                        | Sep.                                        | Oct.                                        | Nov.                                        | Dic.                                        | Anual                                       |
| ------------------------------------------- | ------------------------------------------- | ------------------------------------------- | ------------------------------------------- | ------------------------------------------- | ------------------------------------------- | ------------------------------------------- | ------------------------------------------- | ------------------------------------------- | ------------------------------------------- | ------------------------------------------- | ------------------------------------------- | ------------------------------------------- | ------------------------------------------- |
| Temp. máx. abs. (°C)                        | 11.1                                        | 11.2                                        | 19.7                                        | 28.6                                        | 36.2                                        | 39.5                                        | 42.1                                        | 41.1                                        | 35.5                                        | 29.1                                        | 17.9                                        | 12.3                                        | 42.1                                        |
| Temp. máx. media (°C)                       | -3.8                                        | -3.6                                        | 2.6                                         | 14.8                                        | 22.4                                        | 26.2                                        | 28.2                                        | 27.4                                        | 20.6                                        | 12.0                                        | 3.0                                         | -2.0                                        | 12.3                                        |
| Temp. media (°C)                            | -6.9                                        | -7.1                                        | -1.3                                        | 8.9                                         | 15.7                                        | 19.7                                        | 21.7                                        | 20.5                                        | 14.6                                        | 7.5                                         | 0.1                                         | -4.8                                        | 7.4                                         |
| Temp. mín. media (°C)                       | -10.0                                       | -10.6                                       | -5.3                                        | 3.0                                         | 8.9                                         | 13.2                                        | 15.2                                        | 13.5                                        | 8.6                                         | 3.1                                         | -2.7                                        | -7.6                                        | 2.4                                         |
| Temp. mín. abs. (°C)                        | -34.0                                       | -38.6                                       | -30.4                                       | -16.8                                       | -4.0                                        | 1.5                                         | 4.7                                         | 2.3                                         | -5.0                                        | -10.1                                       | -25.4                                       | -32.3                                       | -38.6                                       |
| Precipitación total (mm)                    | 31.0                                        | 24.1                                        | 24.7                                        | 23.8                                        | 41.6                                        | 58.0                                        | 56.5                                        | 33.2                                        | 47.5                                        | 36.4                                        | 38.0                                        | 34.1                                        | 448.9                                       |
| Fuente: Clima y tiempo Uriúpinsk            |                                             |                                             |                                             |                                             |                                             |                                             |                                             |                                             |                                             |                                             |                                             |                                             |                                             |

## Demografía
| 1897  | 1959   | 1970   | 1979   | 1989   | 2002   | 2009   |
| ----- | ------ | ------ | ------ | ------ | ------ | ------ |
| 9 600 | 31 800 | 38 200 | 40 200 | 42 954 | 41 960 | 40 133 |

## Economía
Uriúpinsk posee una fábrica de grúas (Uriúpinski Kranovy Zavod) y varias industrias ligeras, en especial, alimentarias.